# Sadkowo (gromada)
Sadkowo – dawna gromada, czyli najmniejsza jednostka podziału terytorialnego Polskiej Rzeczypospolitej Ludowej w latach 1954–1972.
Gromady, z gromadzkimi radami narodowymi (GRN) jako organami władzy najniższego stopnia na wsi, funkcjonowały od reformy reorganizującej administrację wiejską przeprowadzonej jesienią 1954 do momentu ich zniesienia z dniem 1 stycznia 1973, tym samym wypierając organizację gminną w latach 1954–1972.
Gromadę Sadkowo z siedzibą GRN w Sadkowie tworzono – jako jedną z 8759 gromad na obszarze Polski – w powiecie białogardzkim w woj. koszalińskim na mocy uchwały nr 43/54 WRN w Koszalinie z dnia 5 października 1954. W skład jednostki weszły obszary dotychczasowych gromad Sadkowo, Doble, Motarzyno i Stare Dębno oraz część dotychczasowej gromady Radzewo ze zniesionej gminy Sadkowo w tymże powiecie. Dla gromady ustalono 18 członków gromadzkiej rady narodowej.
1 stycznia 1958 do gromady Sadkowo włączono obszar zniesionej gromady Osówko (oprócz wsi Tychówko i Góry) w tymże powiecie.
Gromada przetrwała do końca 1972 roku, czyli do kolejnej reformy gminnej.